# یواس‌اس لنکستر (۱۸۵۵)
یواس‌اس لنکستر (۱۸۵۵) (به انگلیسی: USS Lancaster (1855)) یک کشتی بود که طول آن ۱۷۶ فوت (۵۴ متر) بود.